# Ropalidia novissima
Ropalidia novissima är en getingart som beskrevs av Giordani Soika 1944. Ropalidia novissima ingår i släktet Ropalidia och familjen getingar. Inga underarter finns listade i Catalogue of Life.